# Liza Jane
Liza Jane was de eerste opname die in 1964 ooit op single werd uitgebracht door de Britse muzikant David Bowie, en werd toegeschreven aan Davie Jones with the King Bees. De B-kant bevatte een cover van het Paul Revere & the Raiders-nummer "Louie, Louie Go Home". Beide nummers werden opgenomen in een zeven uur durende sessie in de Decca Studios in de Londense wijk West Hampstead.
Bowie, die destijds nog onder zijn geboortenaam David Jones bekend was, kwam in aanraking met Leslie Conn, die de muziekuitgeverij van Doris Day beheerde en een talentenscout was voor de Dick James Organisation. Conn boekte The King Bees voor een feest voor een trouwdag, maar toen de band alleen luide rhythm-and-blues speelde, zette Conn het optreden na tien minuten stop. Desondanks werd hij in 1964 voor enkele maanden de manager en de promotor van de band en namen zij "Liza Jane" op als een single voor het onder Decca Records vallende platenlabel Vocalion Pop. Ondanks dat de single gepromoot werd op verschillende tv-shows en radiostations, werd de single niet goed verkocht en de band werd weggestuurd bij Vocalion.
Het nummer was een arrangement van de oude muziekstandaard "Li'l Liza Jane", maar desondanks werd Conn aangewezen als de schrijver van het nummer. Het verhaal hierbij is dat dit gedaan werd om meer royalty's te krijgen van de single. In 1997 herinnerde Conn zich dat The King Bees een bluesriff had bedacht die door iedereen werd gebruikt. Conn bedacht zelf enkele ideeën voor het nummer en na een improvisatiesessie kwam het nummer samen.
Bowie nam het nummer in 2000 opnieuw op voor zijn album Toy, dat nooit officieel werd uitgebracht maar in 2011 op het internet lekte. Op 5 juni 2004, de veertigste verjaardag van de single, zong Bowie het eerste couplet en refrein van het nummer voor het eerst tijdens een van zijn concerten in Holmdel, New Jersey in het PNC Bank Arts Center.

## Tracklijst
1. "Liza Jane" (Leslie Conn) - 2:32
2. "Louie, Louie Go Home" (Paul Revere/Mark Lindsay) - 2:14

## Muzikanten
- David Jones: zang, altsaxofoon
- George Underwood: slaggitaar, mondharmonica, zang
- Roger Bluck: leadgitaar
- Francis Howard: basgitaar
- Bob Allen: drums